# NGC 6234
NGC 6234 في الفهرس العام الجديد، هي مجرة، تقع في كوكبة الحواء. اكتشفت في 17 يونيو 1863 بواسطة ألبرت مارث.

## روابط خارجية
- NGC 6234 على موقع ويكي سكاي: DSS2, SDSS, GALEX, IRAS, Hydrogen α, X-Ray, Astrophoto, Sky Map, Articles and images